# Bona Balanta
 (décembre 2022).
Si vous disposez d'ouvrages ou d'articles de référence ou si vous connaissez des sites web de qualité traitant du thème abordé ici, merci de compléter l'article en donnant les références utiles à sa vérifiabilité et en les liant à la section « Notes et références ».
 (décembre 2022).
République fédérale démocratique d'Éthiopie
Bona Balanta (Ge'ez: ቦና ባላንታ) est une des 112 membres du Conseil de la Fédération éthiopien. Elle est une des 54 conseillers de l'État des nations, nationalités et peuples du sud et représente le peuple Hamer.